# Acalypha lyonsii
Acalypha lyonsii är en törelväxtart som beskrevs av Paul Irwin Forster. Acalypha lyonsii ingår i släktet akalyfor, och familjen törelväxter. Inga underarter finns listade i Catalogue of Life.